# Фосо ди Вале дел Кането (Рим)
Фосо ди Вале дел Кането је насеље у Италији у округу Рим, региону Лацио.
Према процени из 2011. у насељу је живело 24 становника. Насеље се налази на надморској висини од 117 м.